# 北国へ (石坂智子の曲)
「北国へ」（きたぐにへ）は1981年8月21日に東芝EMI（現：ユニバーサルミュージックLLC）より発売された歌手、石坂智子の通算5枚目かつ、最後のシングル楽曲である。
レコード番号はTP-17192。

## 楽曲概要
- 前作「流れ雲」から一転し、アイドル歌謡曲でありながら演歌的な要素を絡めたスロー・バラードなナンバー（楽曲）となっている。
- 後述する当曲を含めたベストアルバムがリリースされた直後、同年12月31日を以って石坂は1980年6月21日のメジャーデビューから約1年7か月に渡る芸能活動に幕を下ろした。

## 楽曲内容
全作詞・全作曲：伊藤薫　全編曲：山中涼平　　
1. 北国へ(3'40")
2. Day by Day(3'08"）

## アルバム収録
- ベストアルバム　（1981年12月1日発売） 　発売元：東芝EMI